# Valo & Ville
Valo & Ville ist ein im Jahre 2005 entwickelter Film. Er verwendet Charles Dickens’ literarischen Stil und basiert auf wahren Tagebucheinträgen eines Kindes.

## Handlung
Als Valo und sein Vater mit anderen einen Aufstand gegen den Zaren verüben, werden sie für zwei Jahre ins Exil in ein ländliches Dorf verbannt. Dort werden sie genau beobachtet, besonders von Nikolai, der eine Art Oberaufseher darstellt. Die Lage im Dorf ist angespannt und teilweise gezeichnet von Armut. Die Kinder haben keine Rechte und werden unterdrückt, sein neuer Freund Ville wird von seinem Vater geschlagen.
Eines Tages taucht eine neue Lehrerin auf. Sie vertritt liberale Gedanken und bringt den Kindern liebenswürdig neues Wissen bei. Dabei verwendet sie die verbotene finnische Sprache.
Kurze Zeit später wird Nikolai auf den ungewohnten Unterricht aufmerksam und lässt die Lehrerin verhaften. Doch Valo und Julia ergreifen daraufhin die Initiative und gründen eine eigene Schule. Viele weitere Kinder schließen sich den beiden an und lernen das Lesen. Auch Valo ist dabei, der zuvor nie eine Schule besucht hat. Die Kinder merken langsam, dass sie ihre unterdrückte Lage nicht tolerieren müssen.
Später entdeckt Nikolai die Schule und lässt sie schließen, weil die Kinder laut Recht nicht dazu befugt seien. Dennoch machen die Kinder heimlich mit ihrem Unterricht weiter. Da Ville aber Nikolais Aufforderung, das Lehren und Lernen zu lassen, nicht nachkommt, wird er in ein Straflager für Kinder gesperrt.
Anschließend kommt es zum Gerichtstermin. Nikolai begründet die Verhaftung damit, dass Valo den Kindern Ungehorsam und Aufstand gelehrt habe und sie zu „falschen Flausen“ führe.
Fast wäre das harte Urteil schon vollstreckt worden, als Ville eine überzeugende Rede hält. Der Richter ist davon so angetan, dass er Valo freilässt und die Zustände des Straflagers untersuchen will. Nikolai wird nach einem Wutausbruch des Amtes enthoben und die Kinder können wieder ihre Schule betreiben.

## Zeitlicher Hintergrund
Der Film spielt zu Beginn des 20. Jahrhunderts, als Finnland Teil des Russischen Kaiserreichs war.

## Rezeption
Basierend auf 101 Nutzerberwertungen, erreichte der Film auf IMDb.com 5,4 Punkte von 10.